# ورسستر (حوزه سرشماری)، نیویورک
ورسستر (به انگلیسی: Worcester) یک منطقهٔ مسکونی در ایالات متحده آمریکا است که در شهرستان آتسگو، نیویورک واقع شده‌است. ورسستر ۲۲٫۳ کیلومتر مربع مساحت و ۱٬۱۱۳ نفر جمعیت دارد و ۴۰۵٫۳۹ متر بالاتر از سطح دریا واقع شده‌است.